# Markus Gardeweg
Markus Gardeweg (* 10. Januar 1969 in Hamburg) ist ein deutscher House-DJ, Musiker und A&R des Plattenlabels Kontor Records. Der aus Hamburg-Steilshoop stammende Gardeweg war Resident-DJ im Kontor Club in Hamburg, bis dieser seine Pforten schloss.